# 128297 Ашлеві
128297 Ашлеві (128297 Ashlevi) — астероїд головного поясу, відкритий 13 грудня 2003 року.
Тіссеранів параметр щодо Юпітера — 3,296.